# Viili

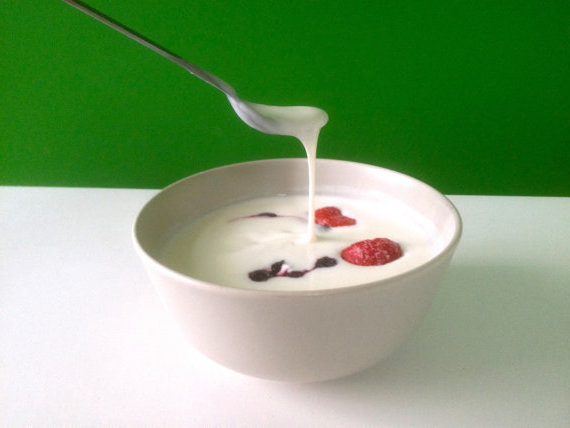
Viili

Viili es un tipo de yogur (una leche fermentada de tipo mesofílico) que se originó en Escandinavia. Esta leche se le ha sometido a una acción de diversos cultivos lácticos mediante las bacterias del ácido láctico (LAB) y unas levaduras similares a los hongos Geotrichum candidum que se encuentran presentes en la leche, y que forman una superficie similar a la del terciopelo sobre el viili.

## Características
Los viili más tradicionales, suelen llevar trazas de levaduras tales como el Kluveromyces marxianus y Pichia fermentans. El LAB identificado en el viili incluye Lactococcus lactis subsp. cremoris, Lactococcus lactis subsp. lactis biovar. diacetylactis, Leuconostoc mesenteroides subsp. cremoris. Entre esas cepas de LAB mesófilas, la formación de limo Lc. lactis subsp. cremoris produce un contenido fosfatado que contiene heteropolisacáridos, denominados viilian. El viilian es similar al kefiran producido por los granos de kéfir. La producción de exopolisacáridos (EPS) por las levaduras le proporcionan a este yogur consistencia y un sabor característico.